# Martin McCarrick
Martin McCarrick (Noord-Ierland, 29 juli 1962) is een Britse cellist en gitarist.
Van 1996 tot 2004 speelde Martin McCarrick in de hardrockband Therapy?. Daarvoor had hij al als gast meegewerkt op de albums Troublegum and infernal Love. 
Samen met zijn vrouw Kimberlee Mccarrick, vormen zij The McCarricks, die onder andere als begeleiding in 2005 op tournee ging met Kristin Hersh. In 2007 werkt hij mee aan een album en tournee van Kristin Hersh.

## Album waar Martin McCarrick aan mee werkte
- Marc Almond - Vermin in Ermine (1984)
- This Mortal Coil - It'll End in Tears (1984)
- Bryan Ferry - Boys and Girls (1985)
- Dead Can Dance - Spleen and Ideal (1985)
- The Wolfgang Press - Standing Up Straight (1986)
- This Mortal Coil - Filigree & Shadow (1986)
- Marc Almond - Mother Fist and Her Five Daughters (1987)
- Siouxsie & The Banshees - Through the Looking Glass (1987)
- Siouxsie & The Banshees - Peepshow (1988)
- This Mortal Coil - Blood (1991)
- Siouxsie & The Banshees - Superstition (album)|Superstition (1991)
- Heidi Berry - Love (1991)
- Kristin Hersh - Strings (1994)
- Therapy? - Troublegum (1994)
- Therapy? - Infernal Love (1995)
- Siouxsie & The Banshees - The Rapture (1995)
- Throwing Muses - Limbo (1996)
- Therapy? - Semi-Detached (1998)
- Therapy? - Suicide Pact - You First (1999)
- Therapy? - Shameless (2001)
- Therapy? - High Anxiety (2003)
- Oceansize - Effloresce (2003)
- Rico - Violent Silences (2004)
- Gary Numan - Jagged (2006)
- Kristin Hersh - Learning to  sing like a star (2007)
- The McCarricks - The McCarricks (2007)